# Practicable
Un practicable es un elemento tridimensional de escenografía que es parte de un decorado teatral. Son estructuras básicas como rampas, plataformas (tarimas), escaleras o gradines (escaleras de dos o tres peldaños). Se denominan también practicables los pequeños escenarios desmontables.
Son sólidas piezas que pueden soportar el peso de uno o varios actores, y sirven para conseguir diferentes alturas sobre el escenario. Los practicables se construyen sobre una estructura liviana pero resistente, hecha de listones de madera o de perfiles de aluminio. Para integrarlos en el decorado, los utileros los ambientan dándoles el acabado requerido: pintura, barniz o revestimientos de todo tipo de materiales (láminas de corcho, plástico, madera, metal, tejidos, etc.). Se pueden combinar y los hay de todas las formas. Pueden ser fijos o móviles -desplazándose sobre ruedas o rieles-, giratorios o de altura regulable. 

## Fuente utilizada
- Rafael Portillo, El teatro en tus manos: iniciación a la práctica escénica, Editorial Complutense, 1995, ISBN 84-89365-06-7